# Haddon Sundblom
 Denne artikel bør gennemlæses af en person med fagkendskab for at sikre den faglige korrekthed.

Haddon Hubert "Sunny" Sundblom (22. juni 1899 – 10. marts 1976) var en amerikansk kunstner, der er bedst kendt for billederne af julemanden, som han lavede til læskedrikfirmaet Coca-Cola.
Sundbloom havde svenske forældre og begyndte i omkring 1930 at male juleannoncer for Coca-Cola. Fra 1931 malede han mindst én julemand om året for Coca-Cola, men det var først i 1938, at Sundblom viste en scene, hvor julemanden omfavner et barn i en stue. Fra 1944 og til 1953 lavede han to eller tre julemænd om året: en til brug ved vejreklamer; en til magasiner og aviser og en til indkøbscentre. I 1964 malede Sundblom sine sidste to julemænd for Coca-Cola Company, hvoraf den ene ikke blev lanceret før 1966. Haddon Sundblom malede sit sidste billede i 1976 og døde kort efter.

## Inspiration
Til at starte med brugte Sundblom en af sine naboer Lou Prentice, en pensioneret sælger, som model. Da han døde manglede Sundblom en ny model, og ham fandt han i sit spejl. Julemændsbillederne blev altså selvportrætter, bortset fra at Sundblom intet skæg havde, hvilket han tilføjede malerierne.
Haddon Sundblom malede også andet end julemænd, nemlig Pinup-piger.
Før Sundbloms billeder blev Julemanden fremstillet på alle mulige måder, udtaler Coca-Colas arkivar Phil Mooney. "Til tider var han en dværg. Til tider var han kæmpestor. Og der var tider, hvor han ikke var så specielt munter. Han delte bare gaver ud, fordi det var hans job." Men Sundbloms julemand var nærmest medlem af familien – en hyggelig legeonkel. "Julemanden blev en fyr af rigtig kød og blod," siger Mooney. "Hans menneskelighed gjorde ham til et bedre symbol på kærlighed, venlighed og det at give."